# Кіселет
Кіселет (рум. Chiselet) — комуна у повіті Келераш в Румунії. До складу комуни входить єдине село Кіселет.
Комуна розташована на відстані 67 км на південний схід від Бухареста, 38 км на захід від Келераші, 142 км на захід від Констанци.

## Населення
За даними перепису населення 2002 року у комуні проживали 3583 особи. Усі жителі комуни рідною мовою назвали румунську.
Національний склад населення комуни:
| Національність | Кількість осіб | Відсоток |
| -------------- | -------------- | -------- |
| румуни         | 3442           | 96,1%    |
| цигани         | 141            | 3,9%     |

Склад населення комуни за віросповіданням:
| Релігія       | Кількість осіб | Відсоток |
| ------------- | -------------- | -------- |
| православні   | 3525           | 98,4%    |
| п'ятдесятники | 28             | 0,8%     |
| римо-католики | 1              | < 0,1%   |

## Зовнішні посилання
- Дані про комуну Кіселет на сайті Ghidul Primăriilor [Архівовано 5 лютого 2012 у Wayback Machine.]